# Лукова
Лукова — река (по другим данным — лог) в России, протекает по Троицкому району Алтайского края. Длина реки составляет 12 км.
Начинается к северу от села Ельцовка, течёт в общем северо-восточном направлении, в низовьях поворачивая на северо-запад. Устье реки находится в 182 км от устья Большой Речки по левому берегу.

## Данные водного реестра
По данным государственного водного реестра России относится к Верхнеобскому бассейновому округу, водохозяйственный участок реки — Обь от слияния рек Бия и Катунь до города Барнаул, без реки Алей, речной подбассейн реки — бассейны притоков (Верхней) Оби до впадения Томи. Речной бассейн реки — (Верхняя) Обь до впадения Иртыша. Код водного объекта — 13010200312115100010415.